# La caza
La caza is een Spaanse dramafilm uit 1966 onder regie van Carlos Saura.

## Verhaal
Drie vrienden gaan samen met de bedienden van een grootgrondbezitter op konijnenjacht. De landeigenaar heeft geen duit op zak, maar hij blijft zich hoogmoedig gedragen tegenover zijn personeel. De vrienden dromen weg bij pornografie, alcohol en romannetjes. Alle konijnen blijken te zijn gestorven aan myxomatose.

## Rolverdeling
| Acteur                  | Personage       |
| ----------------------- | --------------- |
| Ismael Merlo            | José            |
| Alfredo Mayo            | Paco            |
| José María Prada        | Luis            |
| Emilio Gutiérrez Caba   | Enrique         |
| Fernando Sánchez Polack | Juan            |
| Violeta García          | Carmen          |
| María Sánchez Aroca     | Moeder van Juan |